# Magical DoReMi
Magical DoReMi, parfois typographiée Magical Dorémi, originellement connue sous Ojamajo Doremi (おジャ魔女どれみ), est une série d'animation japonaise, initialement diffusée entre le 7 février 1999 et le 26 janvier 2003 sur les chaînes TV Asahi. Produite par Toei Animation et Asahi Broadcasting Corporation, la série se compose d'un total de 201 épisodes répartis sur quatre saisons. Les médias dérivés de la série incluent mangas, OAV et autres produits dérivés comme les jouets et figurines.
Comme l'indique le titre, la série se centre principalement sur les (més)aventures de Dorémi Harukaze, une élève de primaire. Elle est accompagnée de quatre copines — Sophie, Émilie, Loulou, et par la suite Mindy — apprenties-sorcières et employées d'une boutique de magie, dirigée par une grenouille nommée Maggie Grigri et sa fée Lala.
En France, les quatre saisons ont été doublées en français. Cependant, aucun OAV, ni films n'est sortis en France. Seuls les 16 épisodes de la première saison sont parus en DVD. L'anime a été diffusé en France pour la première fois en septembre 2000 sur la chaîne télévisée Fox Kids puis rediffusée à partir du 21 décembre 2004 jusqu'en 2008, sur France 5 dans l'émission Midi les Zouzous, et enfin, rediffusée une dernière fois à partir du 27 octobre 2007 et jusqu'en 2012 sur Télétoon.
Le 14 juin 2021, le film Magical Doremi : À la recherche des apprenties sorcières est projeté pour la 1ere fois au Festival international du film d'animation d'Annecy en VOSTFR. Le 24 mai 2023, le film sort en Blu-ray et DVD chez All the Anime en VOSTFR et avec une VF inédite.

## Titre et noms
Ojamajo (japonais : おジャ魔女), du titre Ojamajo Doremi, est un jeu de mots entre Ojama (japonais : お邪魔 ; signifiant « trouble ») et Majo (japonais : 魔女 ; « sorcière »).
Le nom de Doremi n'est pas modifié dans la version française. Néanmoins, les autres personnages voient leurs noms japonais remplacés par des noms français. Par exemple, Hazuki et Aiko sont respectivement renommés Émilie et Sophie.

## Synopsis

### Ojamajo Doremi

Console magique permettant aux protagonistes la transformation en sorcières.

Dorémi, une simple écolière, se dit être la fille la plus malheureuse du monde, jusqu'au jour où elle se dirige sans le savoir vers une boutique magique tenue par la sorcière Maggie Grigri et sa fée Lala. Dorémi transforme sans le vouloir la sorcière en une espèce de petite grenouille verte, et pour la délivrer de ce sort, est obligée de devenir son apprentie-sorcière. Seule Dorémi aura le pouvoir une fois devenue sorcière de délivrer Maggie Grigri de cette malédiction. Dorémi, qui a toujours rêvé d'avoir des pouvoirs magiques, accepte et est rejointe plus tard par ses deux meilleures amies Aiko et Hazuki. La vie d'une apprentie sorcière est rythmée par des examens. À leur premier examen (que Dorémi passe en deux fois), elles reçoivent chacune une petite fée : Dorémi reçoit Dodo, Hazuki Rere et Aiko Mimi. Maggie Grigri a une rivale, Majo Ruka et alors que les trois apprenties se retrouvent face à elle, Pop, la petite sœur de Dorémi, les voit et découvre leur secret. Après cela, elle devient elle aussi une apprentie. Plus tard, une nouvelle élève appelée Onpu arrive, elle est une star de la chanson et du cinéma. Mais plus tard, les apprenties sorcières découvrent qu'elle est l'apprentie de Majo Ruka. Elle se sert d'un bracelet afin de passer outre aux lois et utiliser la magie comme elle le souhaite. Ayant d'abord l'air assez désagréable et distante avec les trois autres, elle devient au fur et à mesure leur amie.
À la fin de la saison, alors que Dorémi et ses amies reviennent du monde des sorcières après avoir été nommées sorcières à part entière, leurs familles et leurs amis les ayant suivis, le secret des filles est révélé. Onpu utilise alors son bracelet, afin que tout le monde oublie que Dorémi et ses amies sont des sorcières; son bracelet se désagrège et la plonge dans un profond sommeil. Les filles demanderont l'aide de la reine, qui indiquera la marche à suivre pour réveiller Onpu. Cependant, les filles devront rendre leur boule de cristal si Onpu se réveille. Elles doivent alors choisir entre leurs pouvoirs ou leur amie. De plus si les filles cessent d'être des sorcières, elles devront dire adieu à leurs fées ainsi qu'à Majo Ruka. Finalement elles choisissent Onpu et sacrifient leurs boules de cristal afin de la sauver, même si elle ne l'a pas utilisée elle devra aussi rendre sa boule de cristal, ainsi que sa console magique comme toutes les autres.

### Ojamajo Doremi # (Sharp)
Les filles se voient confier la garde de Flora, un bébé qui deviendra plus tard une sorcière extrêmement puissante. Elles doivent l'élever pendant un an, mais ça ne sera pas de tout repos car elles devront se battre contre des sorciers qui veulent la capturer. Celui qui est désigné pour la mission est le comte Philippe (ou Alexandre Jaune d'œuf). Il était autrefois prisonnier de l'ordinateur des filles et devait les aider à libérer les mauvais esprits de différents objets dans la première saison. Durant sa mission, il fait appel à un quatuor composé de garçons sorciers du même âge que les filles. En parallèle, les filles doivent encore passer des examens, mais cette fois pour vérifier la bonne santé morale et physique de Flora.

### Mo~tto! Ojamajo Doremi
Les apprenties sorcières, ayant perdu leurs pouvoirs à la fin de la deuxième saison, ne peuvent plus voir la petite Flora, retournée dans le monde des Sorcières. La Reine décide de faire passer aux filles un test : elles redeviendront des apprenties si elles réussissent à faire vibrer le Cénacle des Sorcières en préparant des gâteaux et des friandises. Durant cette saison, une apprentie sorcière américano-japonaise nommée Momoko (ou Mindy) les rejoint. Celle-ci a vécu un temps à New York, aux États-Unis, et y a appris l'art de faire des gâteaux avec une sorcière qui tenait une pâtisserie. Néanmoins, sa présence provoque quelques petits soucis car lorsqu'elle n'est pas transformée en sorcière, elle parle très mal le japonais, d'où les quelques problèmes de compréhension au sein de l'équipe. Elle arrive quand même à s'intégrer et réapprendre sa langue natale. À la fin de la saison, elle sera possédée par la reine d'avant et aura pour mission de porter Flora à celle-ci, ses amies utiliseront tour à tour plusieurs fois leur « sucordéon » avant d'arriver à la réveiller. La saison se conclut par la disparition de la forêt des sorts (dans son état sombre) et revient à l'ancienne forêt d'origine. Les apprenties et les membres du cénacle ainsi que la reine, découvrent la reine d'avant endormie. À la suite de cela, elles sont donc proclamées sorcières sur un vote unanime du cénacle,.

### Ojamajo Doremi Dokka~n!
Pendant la quatrième et dernière saison, Flora se transforme en jeune fille qui a physiquement, le même âge que Dorémi et les filles; mais elle a toujours trois ans d'âge mental. Elle vit les mêmes aventures que ses "mamans", en allant dans la même classe qu'elles et en passant les mêmes tests que les apprenties-sorcières avaient passés lorsqu'elles n'étaient que des débutantes. Dans le même temps, les filles doivent briser des sortilèges qui s'abattent sur le monde réel grâce à un petit éléphant que Flora a recueilli, Paola. De plus, une fée excentrique, Baba, est libérée et aide les filles à résoudre le dernier mystère qui tient enfermé la reine d'avant, sa maîtresse. Les jeunes sorcières se retrouvent également face à un douloureux dilemme : elles vont devoir choisir entre rester des filles ordinaires auprès de leurs familles et amis, ou devenir des sorcières immortelles et vivre avec Flora. Elles choisiront la première option.

### Light novel
Le 5 septembre 2011, Kodansha Limited annonce la sortie d’un roman, Ojamajo Doremi 16. Celui-ci raconte la suite de la série sous forme de light novel suivant les filles trois ans après leur entrée au collège. Il a été publié en trois volumes entre le 2 décembre 2011 et le 30 novembre 2012. Ce roman est traduit en français sur un site internet tenu par des fans de la série. Sont parues également des suites : Ojamajo Doremi 17, (en trois volumes entre le 2 juillet 2013 et le 28 février 2014) et Ojamajo Doremi 18 (en deux volumes entre le 2 septembre 2014 et le 2 juin 2015). Ojamajo Doremi 19 est sorti le 9 décembre 2015. Le dernier volume, Ojamajo Doremi 20's, est sorti le 2 octobre 2019. La productrice de Toei, Hiromi Seki, a manifesté son intérêt pour une adaptation animée, mais a précisé que cela dépendrait des ventes.

## Production
Magical DoReMi est une série télévisée japonaise de type magical girl produite par Toei Animation et Asahi Broadcasting Corporation. Elle est initialement diffusée, avec un nouvel épisode diffusé chaque semaine, entre le 7 février 1999 et le 11 décembre 2004 sur la chaîne TV Asahi, puis sur All-Nippon News Network (Asahi Broadcasting Corporation (ABC, Japon), TV Asahi, Nagoya TV (Metele), notamment et Broadcasting System of San-in. La série est le résultat du travail collaboratif des auteurs Izumi Todo et Shizue Takanashi, à la réalisation Jun'ichi Satō et Takuya Igarashi, Takashi Yamada pour les scénarios et Yukie Yuki pour les décors. Il a été diffusé à la place du Royaume des couleurs après sa dernière diffusion.

Logo original de la première saison.

En France, la licence est détenue par Fox Kids qui publié la série sous le titre de Magical DoRéMi. Elle est diffusée pour la première fois sur la même chaine à partir de Septembre 2000. La série Ojamajo Doremi est doublée dans plusieurs pays depuis sa sortie au Japon, notamment en France, au Canada, en Espagne, en Allemagne, en Italie, en Corée du Sud, en Chine, à Taïwan, au Portugal et aux États-Unis.
Ojamajo Doremi # (Sharp) est diffusé pour la première fois au Japon sur TV Asahi à partir du 6 février 2000. En France, l'anime est diffusé sur Fox Kids à partir du 13 avril 2002. Mo~tto! Ojamajo Doremi est diffusé pour la première fois au Japon sur TV Asahi à partir du 4 février 2001. En France, l'anime est diffusé sur Fox Kids à partir du 8 mai 2003. Ojamajo Doremi Dokka~n! est diffusé pour la première fois au Japon sur TV Asahi à partir du 3 février 2002. En France, l'anime est diffusé sur Fox Kids à partir du 8 mars 2004.

### Version française
Pour des raisons inconnues, les openings en français des saisons 1 et 4 sont raccourcies par rapport aux openings originaux. Passant ainsi de 1 min 30 à 50-55 secondes. Les eyecatchs et les teasers des épisodes sont coupés. Le deuxième ending de la saison 4 nommé Ojamajo Ondo de HAPPIPPI!! est remplacé par le premier ending de cette même saison.
Pour la saison 1, toutes les chansons sont gardées en japonais. Pour les saisons 2 et 3, les chansons non doublées en français sont gardées en japonais. Pour la saison 4, les chansons non doublées en français ont été, pour la majorité, remplacées par leurs versions instrumentales. Les chansons Lupinasu no Komoriuta, Half Point, ABC Sweet Song et WE CAN DO ont été doublées en français. La chanson Sekai wa love and peace est doublé uniquement en saison 4. La chanson Lupinasu no Komoriuta possède deux traductions françaises. Certaines chansons possédant une version doublée sont parfois présente en japonais dans certains épisodes. Tout les openings sont doublés en français. Concernant les endings, seuls ceux des saisons 3 et 4 à savoir Takaramono et Watashi no tsubasa sont doublés en français. Ceux des saisons 1 et 2 sont en version instrumentale.

## Médias

### Films

#### Eiga Ojamajo Doremi Shāpu
Eiga Ojamajo Doremi Shāpu (映画おジャ魔女どれみ#, Ojamajo Doremi # : Le Film) est le premier film de la série sorti le 8 juillet 2000 à l’occasion du festival Summer Toei Anime Fair 2000. Il est réalisé par Takuya Igarashi. Dans le film, Bibi vient de passer un de ses examens de sorcière, mais se dispute avec Doremi car Flora l'a suivie dans le monde des sorcières. Elle ramène du monde des sorcières « le cœur de la reine », une fleur qui exauce tous les désirs qu’elle entend, quels que soient les dangers qu’il puisse y avoir. L’un des vœux transforme Doremi en une souris, vœu que Bibi avait inconsciemment faite au cours de sa dispute avec Doremi. Alors que Bibi part à la recherche de sa sœur, les autres filles traquent la fleur en fuite avant qu’elle ne commence à se reproduire. Le film n'a jamais été traduit en français.

#### Mōtto! Ojamajo Doremi: Kaeru Seki no Himitsu
Mōtto! Ojamajo Doremi: Kaeru Seki no Himitsu (も～っと!おジャ魔女どれみ: カエル石のひみつ, Ojamajo Doremi : Le secret de la pierre de la grenouille) est le deuxième film de la série. Il est réalisé par Shigeyasu Yamauchi et est présenté le 14 juillet 2001 dans les salles de cinéma de Digimon Tamers: Battle of Adventurers. Le film n'a jamais été traduit en français.
L’histoire se déroule parallèlement à la saison 3 et raconte les vacances d'été de Doremi et ses amis chez les grands-parents de Doremi dans les montagnes fictives de Fukuyama. Là-bas, ils entendent parler d'une mystérieuse légende de Mayuri et de Zenjuro, deux amoureux au cours de la période Edo. Le lendemain matin, lorsqu'elles enquêtent sur la forêt, les filles se perdent et affrontent la malédiction de la pleine lune, ce qui les empêche d'utiliser la magie. Pendant ce temps, en raison d'une mémoire traumatisante, Sophie développe une peur du grand-père de Doremi.

#### Magical Doremi à la recherche des apprenties sorcières
Le 23 mars 2019, Toei Animation annonce via une vidéo sur son compte YouTube un nouveau film nommé Magical Doremi à la recherche des apprenties sorcières (魔女見習いをさがして, Majo Minarai o Sagashite). Initialement prévu pour le 15 mai 2020 pour les 20 ans de la série (1999). le film est repoussé à l'automne 2020.
Les membres du personnel qui ont travaillé sur la série animée originale reviendront au projet, notamment Jun'ichi Satō en tant que réalisateur, Midori Kuriyama en tant que scénariste et Yoshihiko Umakoshi à l’animation. Les actrices voix de la série originale reprendront leurs rôles. L'histoire suit le destin croisé de trois personnages qui ne se connaissent pas : une employée de bureau de 27 ans nommée Mire Yoshitsuki qui travaille à Tokyo, une étudiante de 22 ans nommée Sora Nagase qui souhaite devenir professeur, et Reika Kawatani, une jeune fille de 20 ans un peu « garçon manqué » qui travaille à temps partiel à Hiroshima, dans une petite boutique qui prépare des okonomiyaki. Les trois jeunes femmes, qui vivent toutes à des endroits différents, sont pourtant liées par un joyau magique. Un beau jour, elles sont réunies toutes les trois au même endroit et vont devoir partir à l'aventure.
En France, le film est présenté en séances événements lors de la 60e édition du Festival international du film d'animation d'Annecy le 14 juin 2021 et le 19 juin 2021. En 2022, l'éditeur vidéo, All the Anime acquiert les droits d'exploitation du film en France et le diffuse dans les cinémas du circuit CGR le 16 et le 17 juin en version originale sous-titrée. L'éditeur distribue le film en support physique depuis le 31 mai 2023 accompagné d'une version française réalisée pour l'occasion par les studios Soundtastic au Luxembourg. Cependant, aucune comédienne de la version française originale de l'anime n'est reprise sur la version française de ce film.

### Manga

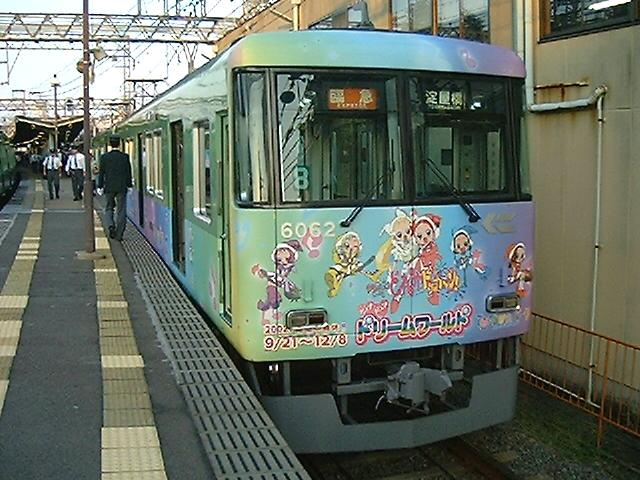
Publicité de la série affichée sur un train au Japon.

De 1999 à début 2003, le magazine Nakayoshi imprime une adaptation manga d'Ojamajo Doremi. L'histoire est basé sur l'anime original et dessiné par Shizue Takanashi. Les chapitres ont été exposés en volumes tankōbon par Kōdansha. Quatre volumes ont été commercialisés au total — les trois premiers sous le titre d'Ojamajo Doremi, basés sur la série et sur Ojamajo Doremi #. Le dernier volume a été adapté à partir de Mo~tto! Ojamajo Doremi.

### CD
Durant la diffusion de la série, un bon nombre de chansons, d'albums, et de compilations ont été commercialisés. Les albums sont distribués par Bandai Music Entertainment, tandis que les musiques de la saison Ojamajo Doremi # sont distribuées par King Records. Cependant, les albums de Mo~tto! Ojamajo Doremi sont distribués par Marvelous Entertainment. La musique Kitto Ashita wa (générique de fin d'épisode de la saison 1) est inspirée de la Symphonie no 2 de Rachmaninov.

### DVD
Vers fin 2006, de nouveaux DVD sortent, cette fois-ci au public. Les génériques y sont légèrement retouchés: un logo Magical Doremi sur un arrière-plan rose au début de chaque générique recouvre entièrement l'écran afin de masquer le titre japonais. (jusqu'alors, seul un titre Magical Doremi apparaissait brièvement par-dessus le titre japonais). Les génériques de début sont des adaptations françaises des chansons japonaises et sont chantés par Mélanie Vallois qui est la fille de Claude Vallois.

## Distribution

### Voix japonaises
- Chiemi Chiba : Doremi Harukaze[26]
- Tomoko Akiya : Hazuki Fujiwara[27]
- Yuki Matsuoka : Aiko Senō[28]
- Rumi Shishido : Onpu Segawa[29]
- Nami Miyahara : Momoko Asuka[30]
- Ikue Ōtani : Hana Makihatayama[31]
- Sawa Ishige : Pop Harukaze
- Naomi Nagasawa : Majorika
- Megumi Takamura : Lala
- Ginzo Matsuo : Alexander T. Oyajiide (saisons 1 à 3)
- Nobuaki Kanemitsu : Alexander T. Oyajiide (saison 4)
- Yuka Imai : La Reine du Monde des Sorcières

### Voix françaises
- Laurence Sacquet : Dorémi, Oscar (Yukata), François (Tetsuya) (saison 2 : épisode 24), voix additionnelles
- Valérie De Vulpian : Émilie (Hazuki), Hélena (Reika), Monalisa (Motamota), Mamie Gâteau (Majomonroe), voix additionnelles
- Fily Keita : Sophie (Aiko), Bibi (Pop), Flora (Hana), Mademoiselle Coucou (Yuki-sensei), Sam (Yuji), Clara (Kaori), voix additionnelles
- Odile Schmitt : Loulou (Onpu) (saison 1), Mademoiselle Kiki (Seki-sensei) (saison 1), François (Tetsuya) (saison 1), Frédéric (Masaru) (saison 1), Baaya (saison 1), Fée Baba (saison 4), voix additionnelles (saison 1)
- Blanche Ravalec : Loulou (Onpu) (à partir de la saison 2), Mindy (Momoko), fée Lili (Lala), Dhélia (Dela), Mademoiselle Kiki (Seki-sensei) (à partir de la saison 2), Paola (Pao-chan), Nathalie (Nobuko), Sarah (Shiori), Amélie (Nanako), Stanislas (Toyokazu), Marjolaine (Miho), Mona (Mota), Docteur Guéritout (Majoheart), Mira (Majomiller), voix additionnelles
- Francine Lainé : Maggie Grigri (Majorika), Malicia (Majoruka), mère de Dorémi (Haruka), La Reine du Monde des Sorcières, La Reine d'Avant, Baaya (à partir de la saison 2), Mademoiselle Coco (Nishizawa-sensei), Capucine (Kayoko), voix additionnelles
- Lionel Melet : Alexandre Jaune d'oeuf (Alexander T. Oyajiide), père de Dorémi (Keisuke), voix masculines diverses
- Laurent Morteau : père de Dorémi (Keisuke) (saison 1 : épisode 1)
- Sylvie Jacob : Nathalie (Nobuko) (saison 1: épisode 6)

Le doublage de la version française est effectué aux studios SOFI sous la direction de Blanche Ravalec. En raison de leur nombre très restreint, les comédiens doublent plusieurs personnages à la fois.

#### Magical Doremi à la recherche des apprenties sorcières
- Alice Orsat : Reika Kawatani
- Fanny Blanchard : Mire Yoshizuki
- Pauline Ziadé : Sora Nagase
- Charlotte Hennequin : Doremi Harukaze
- Léa Poiré : Sophie (Aiko)
- Oksana Gosley : Emilie (Hazuki)
- Brice Montagne : Yabe
- Léon Vuillemin : Makita
- Sullivan Da Silva : Omiya

Sous la direction de Alexandre Gibert. Traduit par Kevin Stocker, adapté par Vanessa Leiritz et corrigé par Stéphane Lapie.

## Chansons

### Série
- Génériques saison 1 
  - Opening : Ojamajo Carnival!! de MAHO-DO
  - Ending : Kitto Ashita ha de Saeko Shuu

- Génériques saison 2
  - Opening : Ojamajo ha KOKO ni Iru de MAHO-DO
  - Ending : Koe wo Kikasete de MAHO-DO

- Génériques saison 3
  - Opening : Ojamajo de BAN^2 de MAHO-DO
  - Ending : Takaramono de Yui Komuro

- Génériques saison 4
  - Opening : DANCE! Ojamajo de MAHO-DO
  - Ending 1 : Watashi no Tsubasa de Masami Nakatsukasa
  - Ending 2 : Ojamajo Ondo de HAPPIPPI!! de MAHO-Dou

### Films et OAV
- Génériques Ojamajo Doremi #
  - Opening : Ojamajo ha KOKO ni Iru de MAHO-DO
  - Ending : Poppu na Yuuki de Komori Manami

- Mo~tto! Ojamajo Doremi Kaeru Seki no Himitsu
  - Opening : Ojamajo de BAN^2 de MAHO-DO
  - Ending : Natsu no Mahou de MAHO-dou

- Génériques OAV
  - Opening : Na-i-sho YO! Ojamajo de MAHO-Dou
  - Ending : SUTEKI Mugendai de MAHO-Dou

- Magical Doremi à la recherche des apprenties sorcières
  - Opening : Ojamajo Carnival !! -Majo Minarai o Sagashite Version- de MAHO-DO
  - Ending : Owaranai Monogatari -Majo Minarai o Sagashite Version- de Rumi Shishido et Chiemi Chiba

### Insert songs
- Kaeru ga hitotsu na kya de MAHO-dou avec Mayumi Gojo (film Mo~tto! Ojamajo Doremi Kaeru Seki no Himitsu)